# Cotorra alexandrina
La cotorra alexandrina (Psittacula eupatria) és una espècie d'ocell de la família dels psitàcids que habita zones boscoses, manglars i terres de conreu d'Àsia meridional, des de l'est de l'Afganistan i Pakistan, cap a l'est, a través de l'Índia, fins a Indoxina i les illes Andaman. Utilitzat con ocell de gàbia, ha fugit del captiveri i s'ha citat vivint en llibertat a molts indrets, com ara els Països Catalans.